# Cristal·logènesi

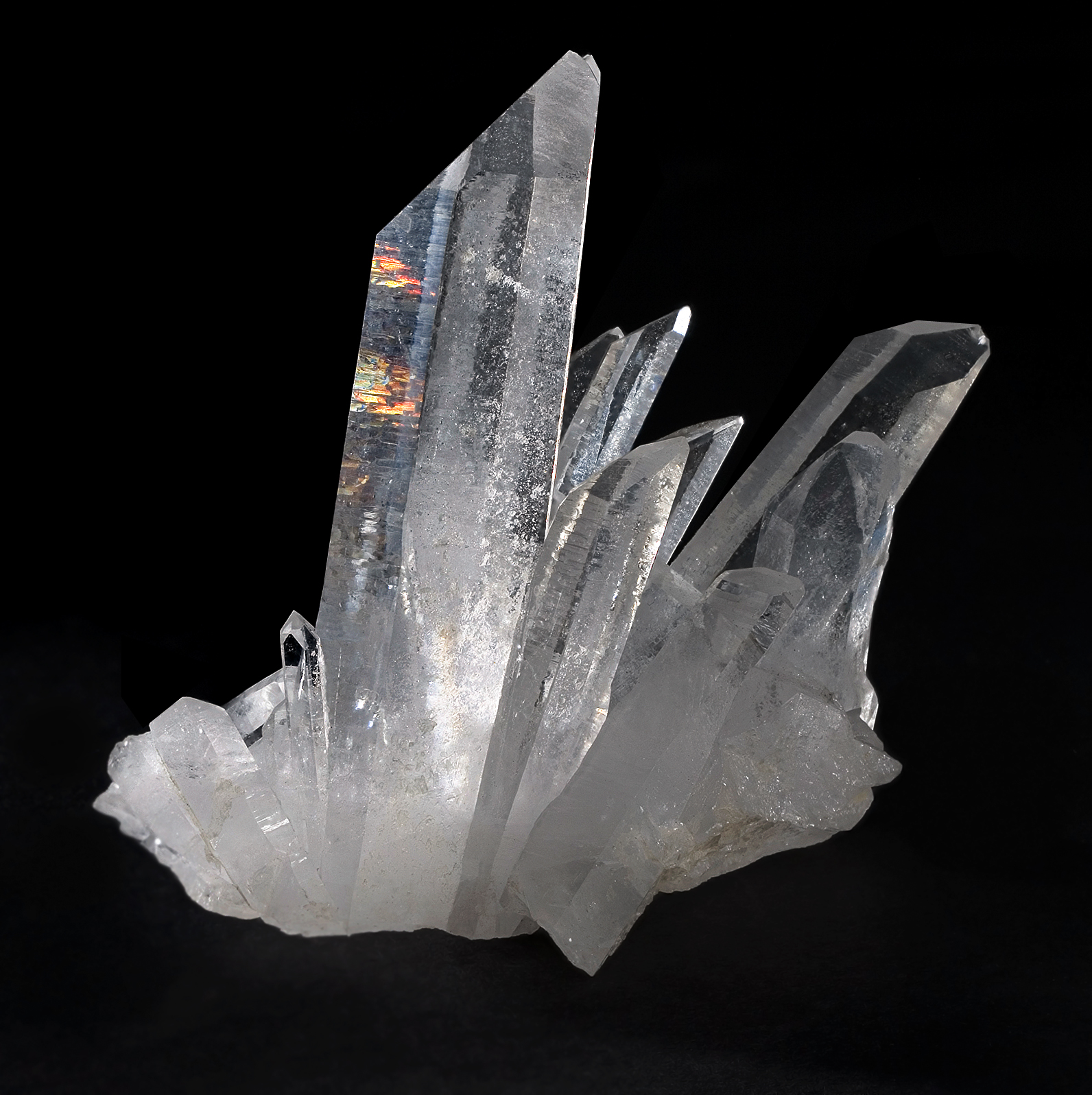
El quars és una de les diverses formes termodinàmicament estables del diòxid de silici, SiO₂

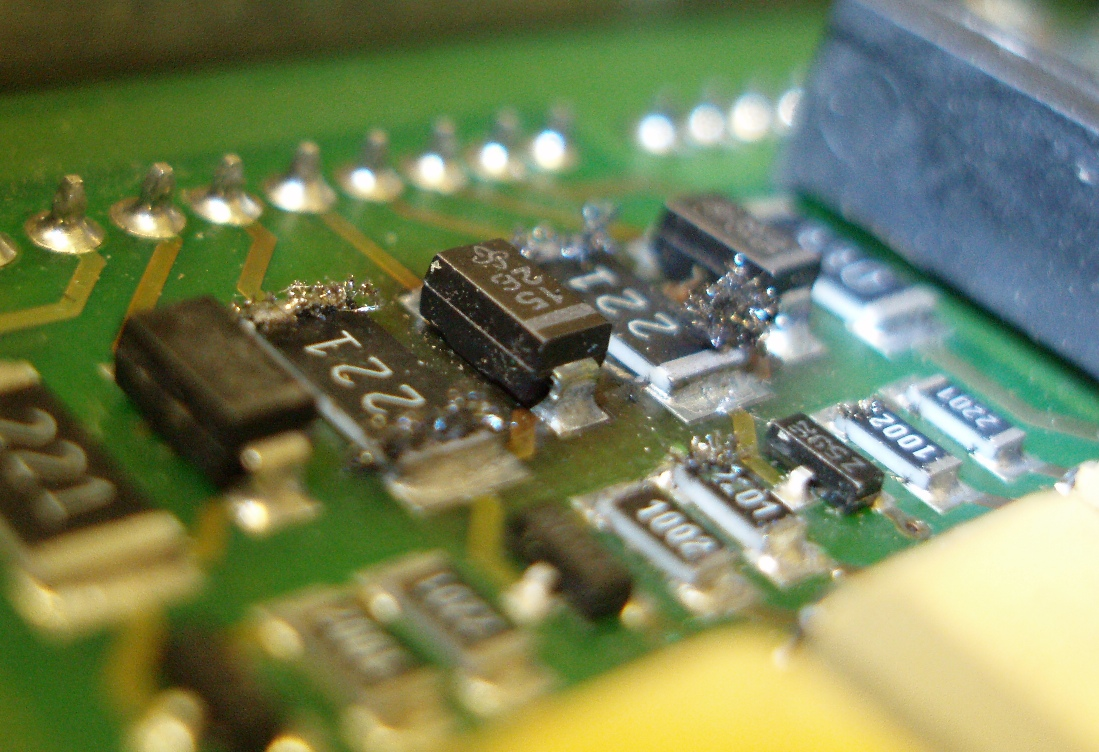
Sulfur de plata (whisker) en creixement sobre aparells electrònics

El creixement dels cristalls o la cristal·logènesi és l'estadi principal del procés de cristal·lització, i consisteix en l'addició de nous àtoms, ions o cadenes de polímers dins la disposició característica de la xarxa cristal·lina Bravais.
La major part de les substàncies minerals i les petites molècules orgàniques cristal·litzen fàcilment i els seus cristalls no tenen defectes visibles. En canvi, les grans molècules bioquímiques, com les proteïnes, sovint són difícils de cristal·litzar. Aquesta facilitat de cristal·lització depèn molt de la intensitat de les forces interatòmiques (en el cas de les substàncies minerals), intermoleculars (substàncies orgàniques i bioquímiques) o intramoleculars (substàncies bioquímiques).
Un cristall és un material sòlid en què els àtoms, molècules, o ions constituents, estan disposats d'una manera ordenada repetint un patró i que s'estén en les tres dimensions de l'espai.
El creixement, típicament, segueix un estadi inicial, ja sia homogeni o heterogeni, de nucleació catalitzada en la superfície, excepte si està present una "llavor de cristall", que s'afegeix a propòsit al principi del creixement. La germinació correspon a l'aparició d'una fase cristal·lina estable a partir d'un líquid sobrefós o d'una solució sobresaturada. El creixement és el procés que segueix a la germinació i permet l'augment de la mida de les llavors per conduir als cristalls.
L'acció del creixement del cristall dona lloc a un sòlid cristal·lí, els àtoms o molècules del qual estan empaquetats estretament amb posicions relatives fixades en l'espai.
Els sòlids cristal·lins, típicament, es formen per refredament i solidificació de l'estat fos o líquid de la matèria. Segons la classificació d'Ehrenfest de la transició de fase de primer ordre, hi ha un canvi discontinu en el volum durant el punt de fusió.

## Fases de la cristal·lització
El procés de nucleació i creixement, generalment, té lloc en dos estadis diferents. En el primer estadi de nucleació, es crea un petit nucli que conté un nou cristall en formació. La nucleació té lloc de manera relativament lenta, a mesura que els components del cristall es van orientant per adherir-se i formar el cristall. Després de la nucleació, es passa a un segon estadi, aquest amb creixement ràpid. El creixement s'estén cap enfora des del lloc de la nucleació; en aquest procés més ràpid, els elements que formen el motiu estructural afegeixen al cristall en creixement la xarxa cristal·lina predeterminada, començada durant la nucleació inicial. Els cristalls perfectes només creixerien d'una manera excessivament lenta. Els cristalls normals creixen de manera comparativament més ràpida perquè aquests contenen dislocacions (i altres defectes), els quals proporcionen els punts necessaris de creixement, donant-ne el catalitzador necessari per a la formació estructural i la formació de l'ordre.

## Forces conductores
El mecanismes de creixement lateral es troba en qualsevol zona de la superfície que arribi a un equilibri metaestable en la presència d'una força conductora, i tendirà a romandre en aquesta configuració d'equilibri fins a passar al següent pas. Si la superfície no pot arribar a aquest equilibri metaestable en presència de la força conductora, aleshores continuarà avançant sense esperar el moviment lateral.
S'ha de tenir en compte que, en un procés típic de solidificació o cristal·lització, la força conductora termodinàmica està dictada pel grau de subfusió.
La morfologia del cristall proporciona l'enllaç entre la cinètica del creixement i les propietats físiques.

## Control de la difusió

Animació de la NASA de la formació de dendrites en microgravetat

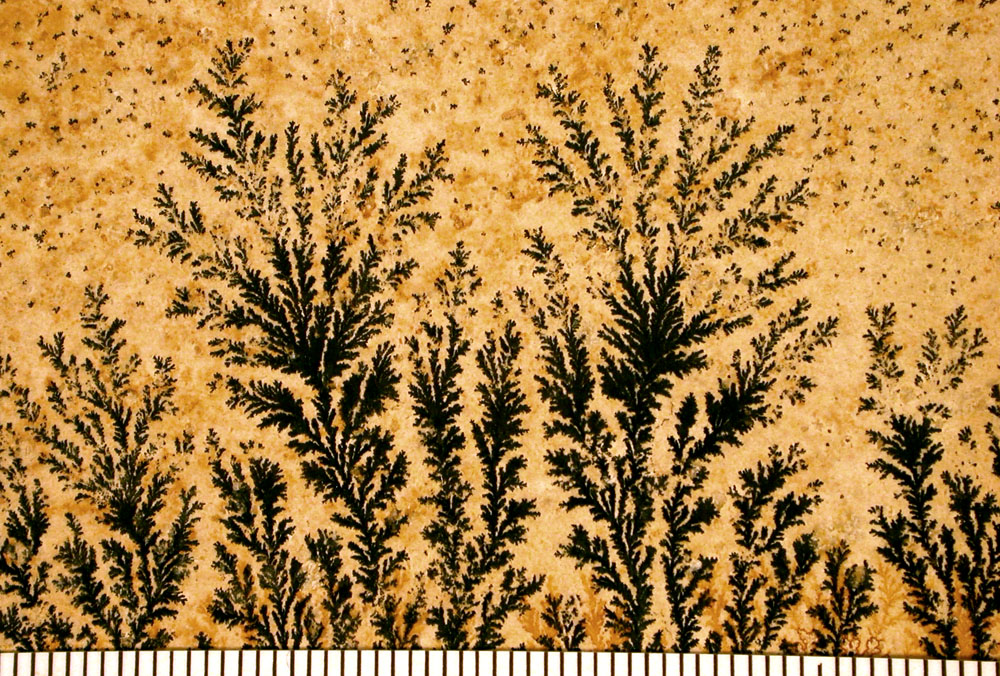
Dendrites de manganès en roca calcària a Solnhofen, Alemanya. Escala en mm

De manera molt comuna, quan la supersaturació (o grau de subfusió) és alt, i de vegades fins i tot si no és alt, la cinètica del creixement pot ser controlada per la difusió. Sota aquestes condicions, la forma de cristall polièdric serà inestable i farà protrusions en les seves vores.
Això passa en els cristall de les dendrites.